# Іда Фрідеріке Ґеррес
Іда Фрідеріке Ґеррес (2 грудня 1901 , Poběžoviced  — 15 травня 1971 , Франкфурт-на-Майні, Гессен ), уроджена Елізабет Фрідеріке, рейхсграфін Куденгове-Калерґі — католицька письменниця, що Походить з родини Куденгове-Калерґі. Донька (одна із семи дітей) графа Генріха фон Куденгове-Калерґі та його японської дружини Міцуко Аояма, сестра Ріхарда Ніколаса Куденгофе-Калерґі.

## Біографія

### Ранній життєпис
Іда Фрідеріке Ґеррес народилася 2 грудня 1901 року в західній Богемії в родинному маєтку Ронсперг (сьогодні Побежовіце), де вона й виросла. Вона була шостою з семи дітей в родині. Серед її братів і сестер були Ріхард Ніколас Куденгофе-Калерґі, Герольф Йозеф Бенедикт Марія Валентин Франц Куденгофе-Калерґі та Елізабет Марія Анна Куденгофе-Калерґі. Після ранньої смерті батька Іда виховувалася в його богемному будинку, Schloss Ronsperg, відповідно до тогочасних англофільських уявлень, і тому, з огляду на те, що її мати була інвалідом, вона переважно перебувала на вихованні медсестер і гувернантки. Монастирська освіта привела до Інституту Марії Ворд у Санкт-Пельтені, поблизу Відня, і графиня Іда вступила в новіціат у 1923 році.

### Навчання та діяльність
Далі Іда Фредеріке навчалася в Коледжі Святого Серця в Пресбаумі. Вона прибула до коледжу, приблизно, у 20-річному віці, але залишила монастир у 1925 році, сумніваючись у своєму покликанні. Після цього вона вивчала політологію у Відні з 1925 по 1927 рік, а потім інші галузі знань, такі як соціальні науки, історія, історія церкви, теологія та філософія з 1927 по 1929 рік у Фрайбурзі.
Приблизно в 1925 році вона увійшла до німецького католицького молодіжного руху. Іда була федеральним лідером дівчат та писала статті для часопису «Die Schildgenossen». Разом з Вальтером Дірксом та Людвігом Нойндьорфером очолювала заснований у 1930 році «Октоберкрейс». Потім у 1931 році вона поїхала до Дрездена як молодіжний секретар у справах душпастирства дівчат і працювала там у Католицькому освітньому інституті. Навесні 1934 року Ґеррес призначили єпархіальним секретарем дієцезії Мейсенської єпархії.
Приблизно в цей час Іда познайомилася з інженером Карлом-Йозефом Ґерресом (1903—1973), який був старшим братом католицького психолога Альберта Ґерреса та братом покійної Сільвії Ґеррес. На Великдень (21 квітня) 1935 року вони одружилися в Лейпцигу. Завдяки своїй роботі інженером і бізнес-консультантом Карл-Йозеф Ґеррес дав Іді можливість працювати письменницею та теологом.[1] Через деякий час після церемонії пара переїхала в Штутгарт-Дегерлох. Вона продовжувала свою діяльність у складі Молодіжного Руху, поки Друга світова війна не задушила більшість цих заходів. Протягом останніх трьох-чотирьох років перед Другою світовою війною її книги не дозволяли продавати в Німеччині.[1]
Пізніше Ґеррес написала у Додатку до «Розбитих вогнів»:
Німецький молодіжний рух був надзвичайно невловимим, нетривалим явищем. Загони Руху, а точніше Рухи, називали себе «Bünde» — ліги, конфедерації... Молодіжний рух почався зовсім непомітно: гурт середніх школярів у Берліні, до смерті намагалися уникати своїх домівок та шкіл, де вони виросли... ups загалом, намагалися уникнути цього світу дорослих, проводячи свої вихідні та свята, блукаючи сільською місцевістю - піші прогулянки, нечувана погоня в ті часи... Піші прогулянки стали символічними, уособлюючи «Назад до природи» проти сучасної цивілізації; вільний дух проти стадності, але, як це не парадоксально, потяг до товариства проти атомізації індивідуалізму. Ідея полягала в тому, щоб створити «Jugendreich», «Царство молодості» між дитинством і тим, що вони вважали корумпованим і спотвореним дорослим життям. Головна католицька гілка «Quickborn» організувала Бург Ротенфелс на Майні своїм центром, а Романо Гвардіні був нашим провідним лідером. У 1933 році нацисти поглинули націоналістичні угруповання і розбили основну частину «Бюнде» як оплот незалежного духу. Багато мучеників Опору, наприклад, Альфред Дельп, а також брат і сестра студентів Ганс Шолл і Софі Шолль, яких було обезголовлено в 1943 році... Але Рух справді згас набагато раніше... Багато його членів почали працювати вчителями або звернулися до освітньої та соціальної діяльності чи мистецтва... невелика, але аж ніяк не незначна меншість отримала базове формування і досвід, які зберігалися до кінця їхнього життя; особливий вид усвідомлення природи; надзвичайно гостре почуття інтелектуальної та духовної відповідальності та особливий розум і тверезість суджень.
Ґеррес була активною письменницею і писала на різні теми агіографії. Після війни вона знову почала писати, подорожувати та читати лекції, поки в 1950 році розлад здоров'я не привів її до самотності. Її відвертий «Лист про Церкву» 1946 року викликав значні суперечки, хоча тепер ретроспективно розглядається як пророчий.
Її колекція особистих творів Розбиті вогні, щоденники та листи 1951—1959, об'єднує її твори того часу в один том англійською мовою. Її лекцію 1970 року «Довіра Церкві» переклала англійською Дженніфер С. Брайсон.

### Смерть
Іда Фрідеріке Ґеррес брала участь у Вюрцбурзькому синоді і померла після засідання синоду у Франкфурті. Панахида відбулася у Фрайбурзькому соборі, панегірик виголосив тодішній о. Йозеф Ратцінгер, який пізніше став Папою Бенедиктом XVI. (Цей панегірик переклала англійською Дженніфер С. Брайсон.) Вона була вірна традиції католицького християнства. «Я не знала жодного іншого батька, крім цих отців, священиків Церкви, братів, крім моїх дорогих братів, студентів теології. Немає жодної матері, крім Церкви… Я любила їх усіх і трималася за них, не тільки як донька і сестра, але як японська донька і сестра, в силі беззастережної покірності, яке належить японській синівській побожності».

## Спадщина
Іда Ґеррес найбільш відома в англомовному світі завдяки своєму дослідженню Терези Лізьєської дас Верборген Антліц у 1944 році в перекладі як «Приховане обличчя». Британська кулінарна письменниця і знаменита шеф-кухар Делія Сміт назвала книгу впливом на її римо-католицизм. Ґеррес своєю творчістю також вплинула на навернення історика Церкви та католицького інтелектуала Дональда Ніколла.